# International Historic Racing Organisation
De International Historic Racing Organisation (IHRO) werd opgericht door wegracer en journalist Alan Cathcart, die het racen met historische motorfietsen promoot. Hoewel de IHRO haar races vaak combineert met WK- of Superbike-races, regelen ze alle zaken zelf.